# 솔라리스 (1972년 영화)
《솔라리스》(러시아어: Солярис, 영어: Solaris)는 1972년 제작된 러시아의 SF 영화이다. 안드레이 타르콥스키가 감독과 공동각본을 맡았으며, 스타니스와프 렘의 동명 소설이 영화의 원작이다. 1972 칸 영화제 황금종려상 경쟁 후보작이였으며, 해당 영화제에서 그랑프리상과 국제영화비평가연맹상을 받았다. 전 세계적으로 가장 위대한 SF 영화 중 하나로 평가되는 작품이다.

## 출연

### 주연
- 니콜라이 그린코
- 아나토리 소로니친
- 올가 바르네트

### 조연
- 타마라 오고로드니코바

## 같이 보기
- 솔라리스 (2002년 영화)